# 天狗變色龍
天狗變色龍（Furciferantimena），是一種分布於馬達加斯加南部地區的特有種。它最初由法國博物學家阿爾弗雷德·格蘭迪迪爾於1872年描述。

## 分佈與棲息地
天狗變色龍分佈在馬達加斯加西南部 ，主要生活在海拔5至80公尺（16至262英尺）的區域，包括在安索凱（Antsokay）、圖利亞拉和安科塔皮基（Ankotapiky）周圍。 據信，該物種的活動區域面積為6,310平方公里（2,440平方英里）；烏尼拉希河和曼古基河似乎是其活動範圍的天然邊界。國際自然保護聯盟將天狗變色龍列為易危物種，因其生存地區遭受大規模砍伐森林，用於農業和木炭生產，導致其種群數量下降。

## 特徵
天狗變色龍雄性的背嵴由大約三十個錐形鱗片組成，每個鱗片的長度在3到6毫米（0.12到0.24英寸）之間。雄性呈綠色，帶有黃色和/或白色條紋，雌性呈深綠色。雄性最大長度可達34公分（13吋），雌性可達17公分（6.7吋）。口鼻部有一個突起，雄性比雌性大。

## 生態學
天狗變色龍通常生活在乾燥的大草原地區的多刺灌木叢中。雌性會在隱藏的位置產下一窩十到十五顆蛋，並將它們埋在沙土中。大約一年後，幼龍孵化出來。

## 分類
天狗變色龍於1872年由法國博物學家和探險家阿爾弗雷德·格蘭迪迪爾首次描述。根據該物種的學名，它通常被稱為安蒂梅納變色龍。同時也存有幾個同義詞：Chamaeleo antimena (格蘭迪迪埃, 1872年)、Chamaeleon rhinoceratus lineatus (梅休恩和休伊特, 1913年) 和Furcifer antimena (格勞和旺斯, 1944年)。